# Etta Jones
Pour les articles homonymes, voir Jones.
Etta Jones (25 novembre 1928, Aiken, Caroline du Sud – 16 ou 18 octobre 2001, Mt. Vernon, New York) est une chanteuse de jazz américain.
Injustement méconnue, son style se situe entre celui de Billie Holiday, pour une certaine décontraction rythmique, et celui de Dinah Washington.
Vocaliste reconnue dans le monde du jazz, Etta Jones est une chanteuse pleine d'émotion, dotée d'un style subtil et bluesy.
Sa carrière commence tôt. À 16 ans, elle tourne avec l'orchestre de Buddy Johnson, et elle fait ses débuts discographiques en 1944 avec Barney Bigard.
Elle collabore également avec Stuff Smith, J.C. Heard et Earl Hines.
Sa carrière soliste démarre en 1960, quand elle enregistre pour Prestige. C'est le début d'une série d'albums à succès sur ce label.
Elle commence en 1968 une collaboration avec le saxophoniste ténor Houston Person, un ami proche. Leur partenariat musical va durer trente-trois ans.

## Discographie
- Etta Jones 1944–1947 avec Hot Lips Page, Barney Bigard, Geork Nicholas, Leonard Feather, Duke Jordan, Billy Taylor, Trigger Alpert, J. C. Heard et Stan Levey
- Don't Go to Strangers (Prestige 1960) avec Frank Wess, Richard Wyands, Skeeter Best, George Duvivier et Roy Haynes
- Something Nices (Prestige, 1960)
- So Warm (Prestige, 1961)
- Love is the thing (Prestige, 1961)
- From the heart (Prestige, 1960)
- Lonely and Blue (Prestige, 1962) avec Gene Ammons, Budd Johnson, George Duvivier et Ed Shaugnessy
- Love shout (Prestige, 1960)
- Hollar (Prestige, 1962)
- The Best of Etta Jones - The Prestige Singles (Prestige/OJC, 1960–62)
- Etta Jones (Westbound, 1975)
- Ms Jones To You (Muse, 1976)
- My Mother's Eyes (Muse 1978)
- Sugar (Muse, 1990) avec Houston Person, George Devens, Randy Johnston, Peter Martin Weiss, Wilbur Bascomb, Ralph Dorsey, Bertel Knox and Cecil Brooks III
- Reverse the Charges (Muse, 1992) avec Houston Person, Benny Green, Christian McBride et Winard Harper
- Easy Living (High Note, 2000) avec Houston Person, Richard Wyands et Ray Drummond
- Sings Lady Day (High Note, 2001)
- The Best of Etta Jones (The Prestige Singles, 2002)